# Hirasa eugrapha
Hirasa eugrapha är en fjärilsart som beskrevs av Eugen Wehrli 1953. Hirasa eugrapha ingår i släktet Hirasa och familjen mätare. Inga underarter finns listade i Catalogue of Life.